# Aire d'attraction de Romilly-sur-Seine
L'aire d'attraction de Romilly-sur-Seine est un zonage d'étude défini par l'Insee pour caractériser l’influence de la commune de Romilly-sur-Seine sur les communes environnantes. Publiée en octobre 2020, elle se substitue à l'aire urbaine de Romilly-sur-Seine, qui comportait 3 communes dans le zonage de 2010.

## Définition
L'aire d'attraction d'une ville est composée d’un pôle, défini à partir de critères de population et d’emploi ainsi que d’une couronne constituée des communes dont au moins 15 % des actifs travaillent dans le pôle. Le pôle d’attraction constitue ainsi un point de convergence des déplacements domicile-travail,.

## Géographie
L’aire d'attraction de Romilly-sur-Seine est une aire inter-départementale qui comporte 26 communes : 15 situées dans l'Aube et 11 dans la Marne. 

### Carte

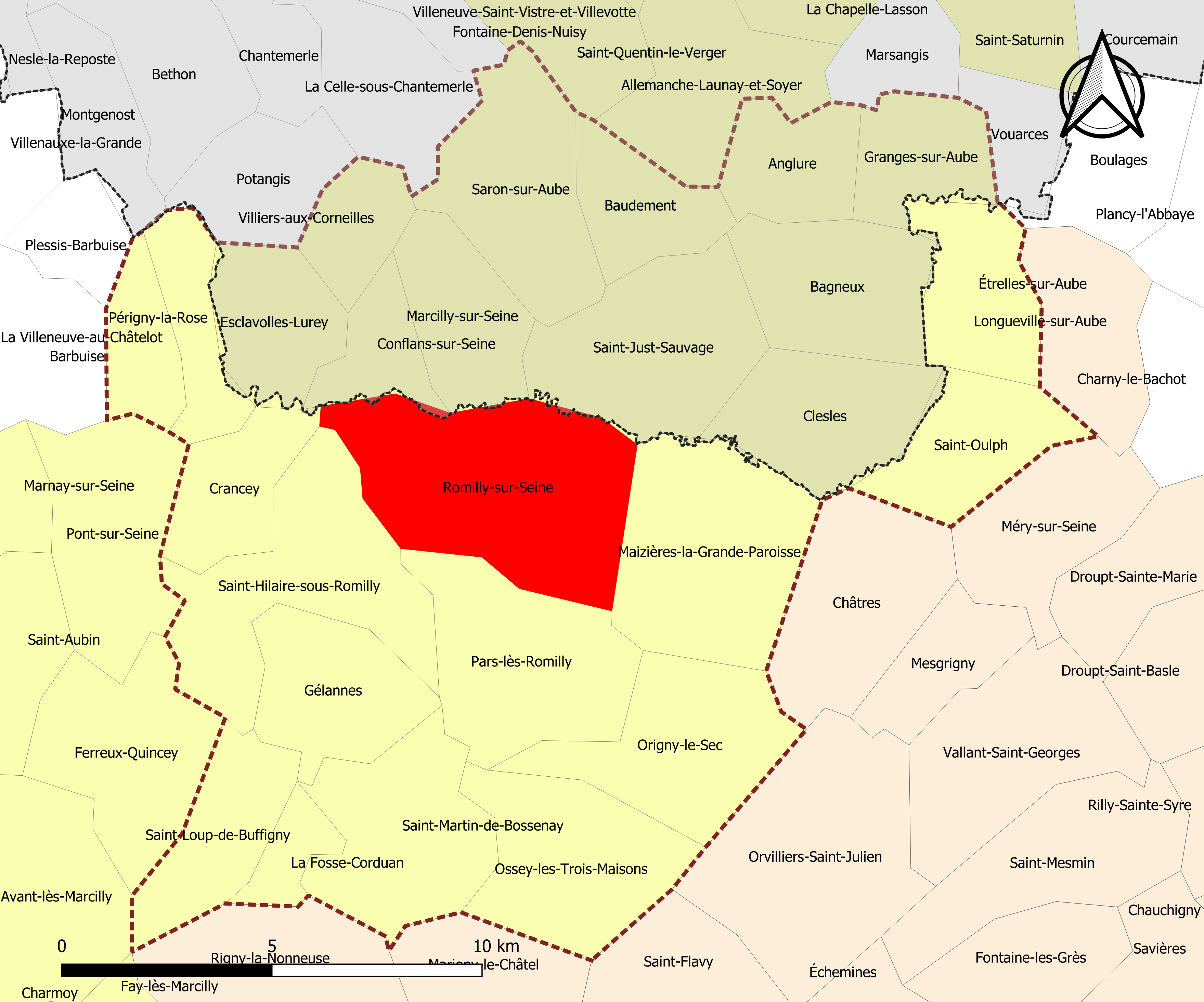
Carte de l'aire d'attraction de Romilly-sur-Seine.
Commune-centre
Commune de la couronne

### Composition communale
| Nom                                | Code Insee | Département | Statut                 | Superficie (km2) | Population (dernière pop. légale) | Densité (hab./km2) | Modifier                                    |
| ---------------------------------- | ---------- | ----------- | ---------------------- | ---------------- | --------------------------------- | ------------------ | ------------------------------------------- |
| Romilly-sur-Seine (commune-centre) | 10323      | Aube        | commune-centre         | 25,32            | 14 751 (2022)                     | 583                | modifier les données · modifier les données |
| Crancey                            | 10114      | Aube        | commune de la couronne | 8,81             | 697 (2022)                        | 79                 | modifier les données · modifier les données |
| Étrelles-sur-Aube                  | 10144      | Aube        | commune de la couronne | 10,43            | 157 (2022)                        | 15                 | modifier les données · modifier les données |
| La Fosse-Corduan                   | 10157      | Aube        | commune de la couronne | 3,73             | 213 (2022)                        | 57                 | modifier les données · modifier les données |
| Gélannes                           | 10164      | Aube        | commune de la couronne | 12,13            | 704 (2022)                        | 58                 | modifier les données · modifier les données |
| Maizières-la-Grande-Paroisse       | 10220      | Aube        | commune de la couronne | 20,46            | 1 521 (2022)                      | 74                 | modifier les données · modifier les données |
| Origny-le-Sec                      | 10271      | Aube        | commune de la couronne | 16,31            | 603 (2022)                        | 37                 | modifier les données · modifier les données |
| Ossey-les-Trois-Maisons            | 10275      | Aube        | commune de la couronne | 16,25            | 589 (2022)                        | 36                 | modifier les données · modifier les données |
| Pars-lès-Romilly                   | 10280      | Aube        | commune de la couronne | 17,88            | 834 (2022)                        | 47                 | modifier les données · modifier les données |
| Périgny-la-Rose                    | 10284      | Aube        | commune de la couronne | 6,86             | 160 (2022)                        | 23                 | modifier les données · modifier les données |
| Saint-Hilaire-sous-Romilly         | 10341      | Aube        | commune de la couronne | 20,20            | 339 (2022)                        | 17                 | modifier les données · modifier les données |
| Saint-Loup-de-Buffigny             | 10347      | Aube        | commune de la couronne | 10,16            | 213 (2022)                        | 21                 | modifier les données · modifier les données |
| Saint-Martin-de-Bossenay           | 10351      | Aube        | commune de la couronne | 16,26            | 350 (2022)                        | 22                 | modifier les données · modifier les données |
| Saint-Oulph                        | 10356      | Aube        | commune de la couronne | 10,94            | 326 (2022)                        | 30                 | modifier les données · modifier les données |
| La Villeneuve-au-Châtelot          | 10421      | Aube        | commune de la couronne | 6,17             | 148 (2022)                        | 24                 | modifier les données · modifier les données |
| Anglure                            | 51009      | Marne       | commune de la couronne | 8,05             | 789 (2022)                        | 98                 | modifier les données · modifier les données |
| Bagneux                            | 51032      | Marne       | commune de la couronne | 13,80            | 408 (2022)                        | 30                 | modifier les données · modifier les données |
| Baudement                          | 51041      | Marne       | commune de la couronne | 8,57             | 99 (2022)                         | 12                 | modifier les données · modifier les données |
| Clesles                            | 51155      | Marne       | commune de la couronne | 13,26            | 631 (2022)                        | 48                 | modifier les données · modifier les données |
| Conflans-sur-Seine                 | 51162      | Marne       | commune de la couronne | 6,14             | 621 (2022)                        | 101                | modifier les données · modifier les données |
| Esclavolles-Lurey                  | 51234      | Marne       | commune de la couronne | 9,47             | 644 (2022)                        | 68                 | modifier les données · modifier les données |
| Granges-sur-Aube                   | 51279      | Marne       | commune de la couronne | 8,06             | 182 (2022)                        | 23                 | modifier les données · modifier les données |
| Marcilly-sur-Seine                 | 51343      | Marne       | commune de la couronne | 10,01            | 627 (2022)                        | 63                 | modifier les données · modifier les données |
| Saint-Just-Sauvage                 | 51492      | Marne       | commune de la couronne | 17,74            | 1 425 (2022)                      | 80                 | modifier les données · modifier les données |
| Saron-sur-Aube                     | 51524      | Marne       | commune de la couronne | 16,43            | 270 (2022)                        | 16                 | modifier les données · modifier les données |
| Villiers-aux-Corneilles            | 51642      | Marne       | commune de la couronne | 5,88             | 113 (2022)                        | 19                 | modifier les données · modifier les données |

## Démographie
Cette aire est catégorisée dans les aires de moins de 50 000 habitants, une catégorie qui regroupe 12,2 % de la population au niveau national,.